# Château de Zvíkov
Pour les articles homonymes, voir Zvíkov.
Le château de Zvíkov est un château du district de Písek, dans la région de Bohême-du-Sud, en République tchèque. Il se trouve sur un promontoire rocheux qui domine la confluence de l'Otava et de la Vltava, dans la commune de Zvíkovské Podhradí. Il est surnommé « le Roi des châteaux tchèques ».

## Histoire
Le château de Zvíkov est un des plus anciens châteaux de Bohême méridionale. La forteresse médiévale a été originellement construite durant le règne de Wenceslas I. Elle a été complétée par Přemysl Otakar II qui en fit une forteresse royale. Pendant les guerres hussites, le château a victorieusement résisté aux Hussites (1428). Remanié plusieurs fois pour lui donner son aspect actuel, très Renaissance, le château a appartenu aux familles Rožmberk, Eggenberk et Schwarzenberg.

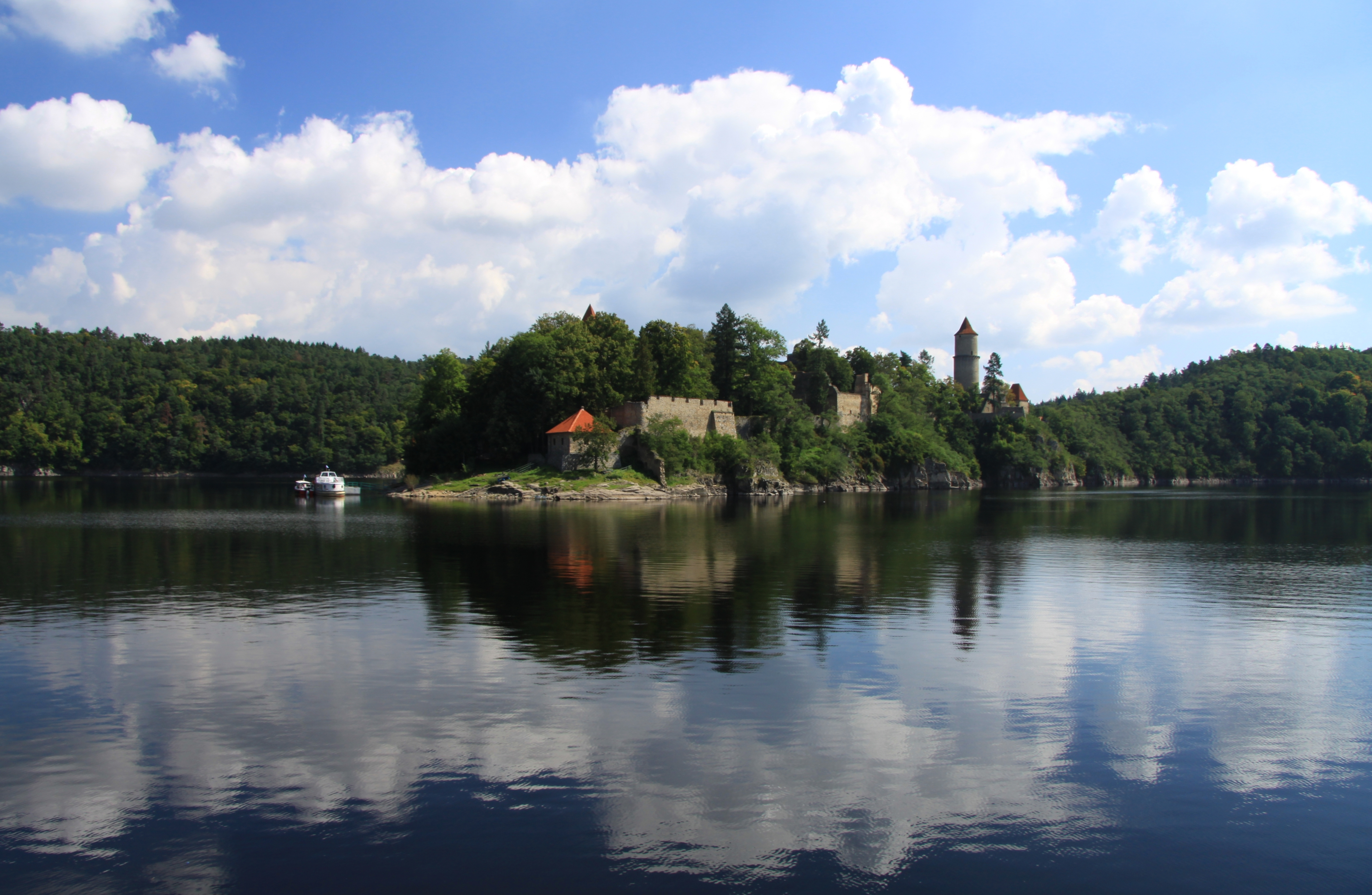
Le château vu de Kopaniny.
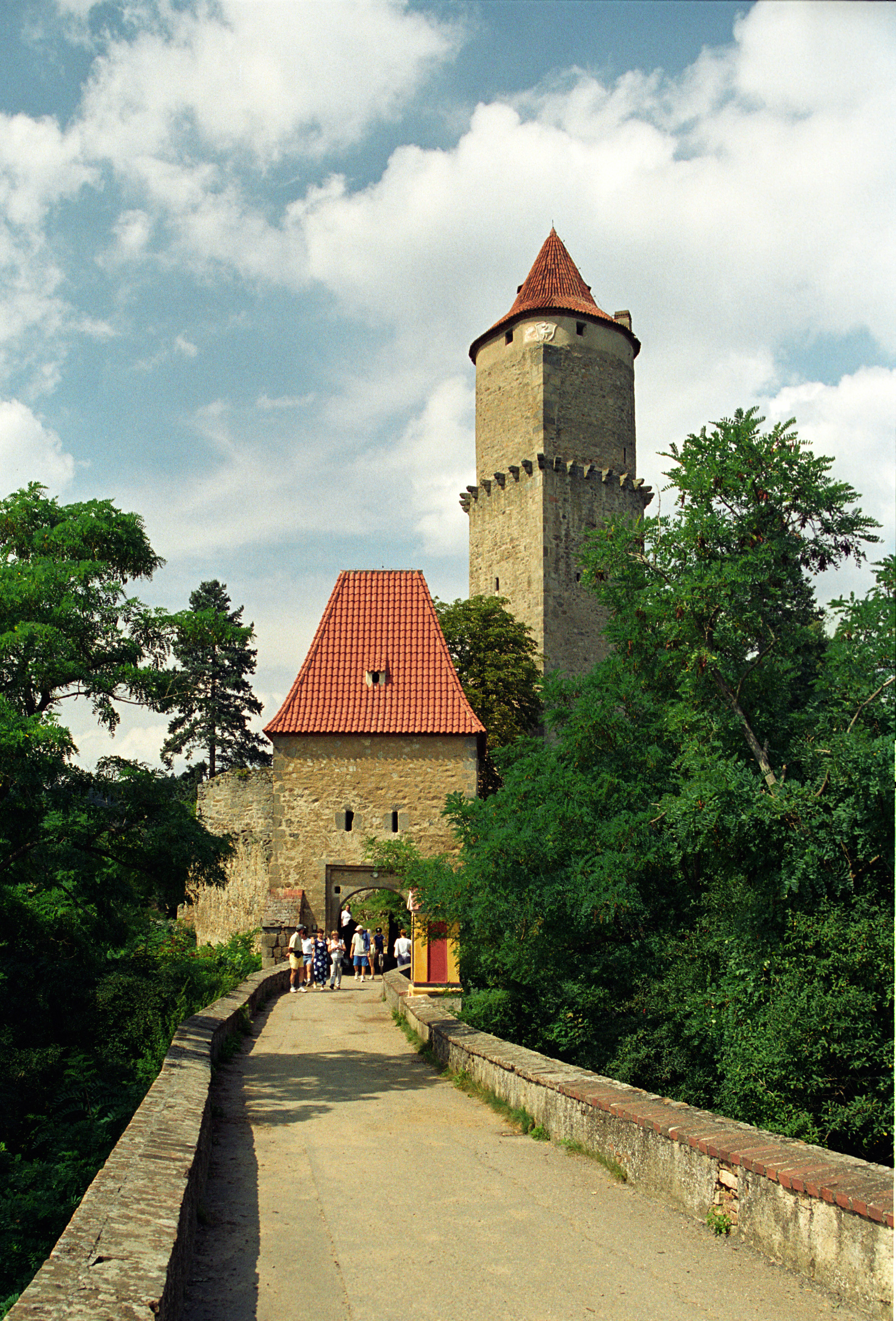
Le portail et la tour du château.
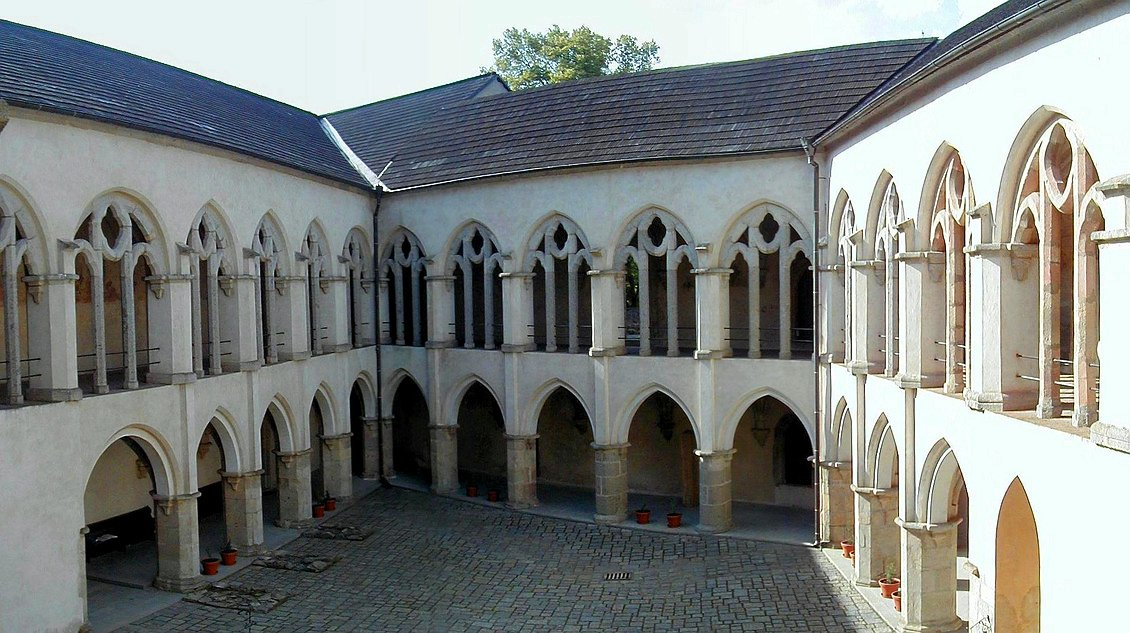
La cour intérieure du château.

## Tourisme
Le village de Zvíkovské Podhradí profite pleinement du nombre important de touristes qui visitent le château. Plusieurs hôtels y ont été construits.
Au confluent des rivières Otava et Vltava, il est le point de départ de pittoresques sentiers de randonnée. Les ponts le relient facilement à Milevsko et Písek. Depuis le château, il y a également des liaisons par bateau vers d'autres zones d'intérêt, comme notamment le lac du barrage d'Orlík.
On notera par ailleurs la cour intérieure à arcades et la chapelle dédiée à saint Wenceslas. Sa cloche a été trouvée en 1946 près de la rivière Otava.
Charles VI de Schwarzenberg l'a faite installer là ; son origine est incertaine, elle pourrait provenir de l'église Saint-Nicolas au château.

## Tournage de film
En 2001, un film de l'opéra français, Roméo et Juliette de Charles Gounod, fut tourné dans ce château, par une équipe internationale mais composée principalement des artistes tchèques. Le ténor franco-italien Roberto Alagna chanta et joua, avec son épouse de ce moment Angela Gheorghiu, les rôles-titres. Le film fut sorti en 2002 [vidéo] « Disponible », sur YouTube.